# Abdij van Bonne-Espérance
De Abdij van Bonne-Espérance (Abdij van de Goede Hoop) is een voormalige norbertijnenabdij bij het dorp Vellereille-les-Brayeux in de Belgische gemeente Estinnes. In de gebouwen is sinds 1830 een school gevestigd, voorheen kleinseminarie genoemd.

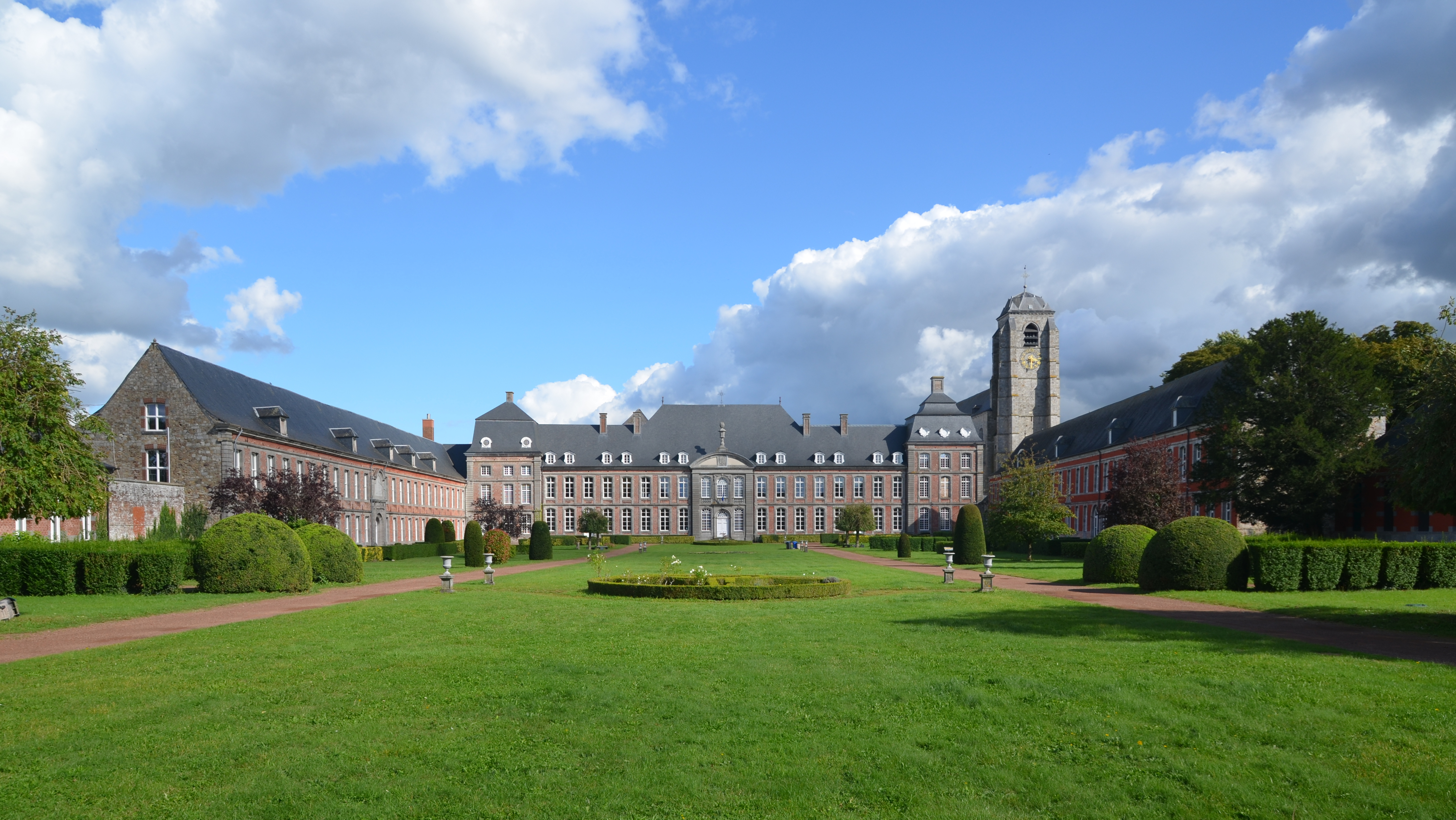
Bonne-Espérance in 2023

## Geschiedenis

### Vroegste tijd
De abdij dankt haar stichting aan de bekering van Willem, de enige zoon en erfgenaam van Reinard, ridder van Croix. Willem had het ketterse onderricht van Tanchelm gevolgd, maar Norbert van Xanten bracht hem terug naar het rooms-katholicisme. Uit dankbaarheid gaven zijn ouders, Reinard en Beatrix, een stuk land aan Norbert voor het stichten van een abdij in Ramignies. Dat gebeurde in het jaar 1127, terwijl Willem in navolging van Norbert naar de Abdij van Prémontré ging. Omdat Ramignies ongeschikt bleek, verplaatste Odo, de eerste abt, de nieuwe kolonie in 1130 naar een andere locatie in de omgeving.
De abdij nam toe in grootte, ze verkreeg stukken land van Reinard en andere vrijgevige christenen. In de 13e eeuw bezat de abdij landerijen in Henegouwen en Brabant ter grootte van rond 4700 hectare. Dit stelde hen in staat in het tweede deel van de 13e eeuw de benodigde gebouwen te realiseren.
Odo werd opgevolgd door Philippe de Harveng, een bekend theologisch schrijver. Hij werd 2e prelaat van 1157 tot 1182 en leverde een belangrijke bijdrage aan de en verdere groei van het klooster in de eerste eeuw van zijn bestaan.

### Oorlogen en plunderingen

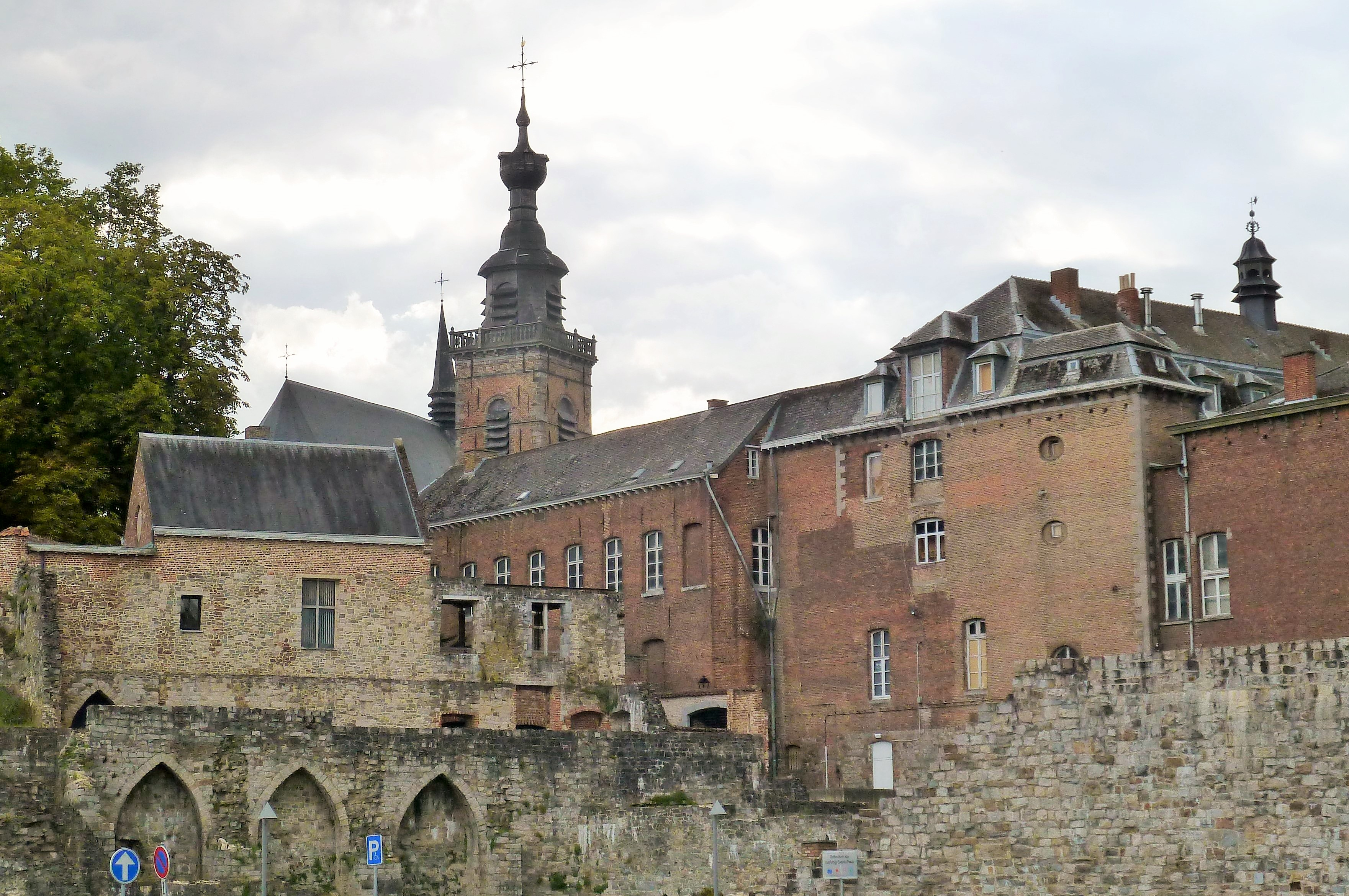
Linksachter de schuilplekken van de abdij in Binche

De 16e eeuw kent crisisperioden in de regio. In 1542 vond een confrontatie plaats tussen troepen van Frans I van Frankrijk en die van Keizer Karel V, die een inval in het Noord-Franse gebied had gedaan. De zoon van Frans I, Hendrik II van Frankrijk, belegerde het op 4 km van de abdij gelegen Binche. De streek inclusief de abdij werd door zijn soldaten geplunderd. In 1554 gebeurde dit opnieuw; in de marge van de Italiaanse Oorlog (1551-1559) werd de stad in 1554 door de Fransen in brand gestoken.
Na oplopende spanningen tussen katholieken en protestanten werd op 10 november 1568 door legers van Willem van Oranje de abdij geplunderd. Een deel van de gebouwen werd in brand gestoken. De monniken vluchtten naar Bergen en Binche, maar de plaatselijke bevolking keerde zich tegen hen. Mons werd zelf in 1572 veroverd door troepen van Lodewijk van Nassau, die na enkele maanden echter weer door Spaanse troepen van Alva werd verdreven. Daarop volgde een onzekere periode voor de norbertijnse gemeenschap, die bovendien te maken had met opgelopen schulden.

### Nieuwbouw

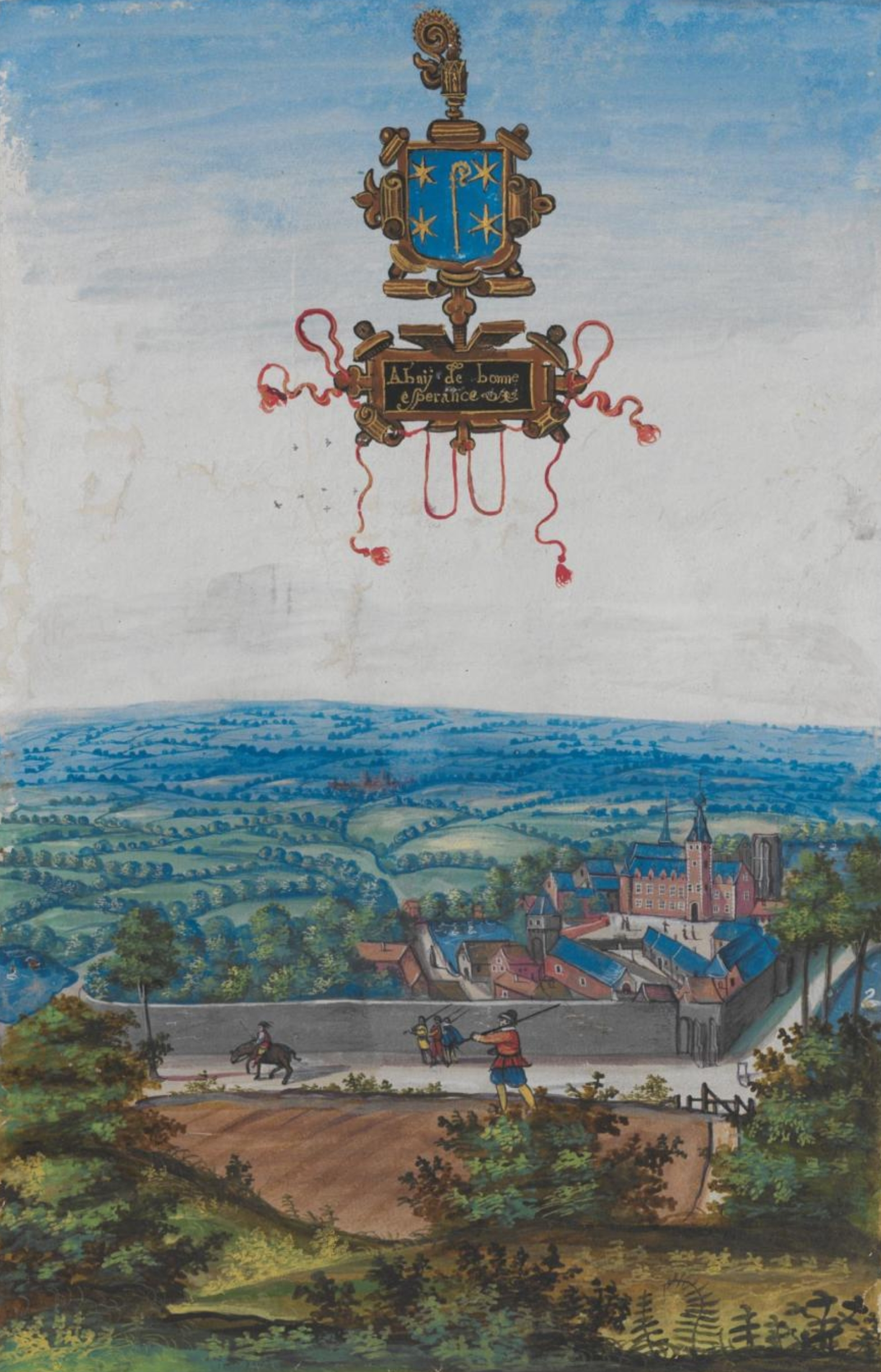
Bonne-Espérance in het jaar 1600 (Albums de Croÿ). Gotische klokkentoren is te zien naast gebouwen die er nu niet meer staan.

In het begin van de 17e eeuw trachtte de abdij zich weer te herstellen en ging fondsen werven voor het herstel van de gebouwen. Ze konden rekenen op weldoeners. De gouverneurs van de Spaanse Nederlanden, Albert van Oostenrijk en Isabella van Spanje, toonden zich genereus tegenover religieuze gemeenschappen die schade hebben ondervonden van de godsdienstoorlogen. Bonne-Espérance kon zich daardoor de benodigde restauraties veroorloven.
In de 18e eeuw heerste in het graafschap Henegouwen onder de Oostenrijkse Nederlanden een lange periode van voorspoed en vrede. Een grootscheepse modernisatie van de abdijgebouwen begon in 1714 met neoklassieke realisaties van architect Nicolas De Brissy uit Mons. Het eindigde kort voor de Franse Revolutie met in het bijzonder de bouw, van 1770 tot 1776, van de kloosterkerk ontworpen door Laurent-Benoît Dewez.

### Gevolgen van de Franse revolutie

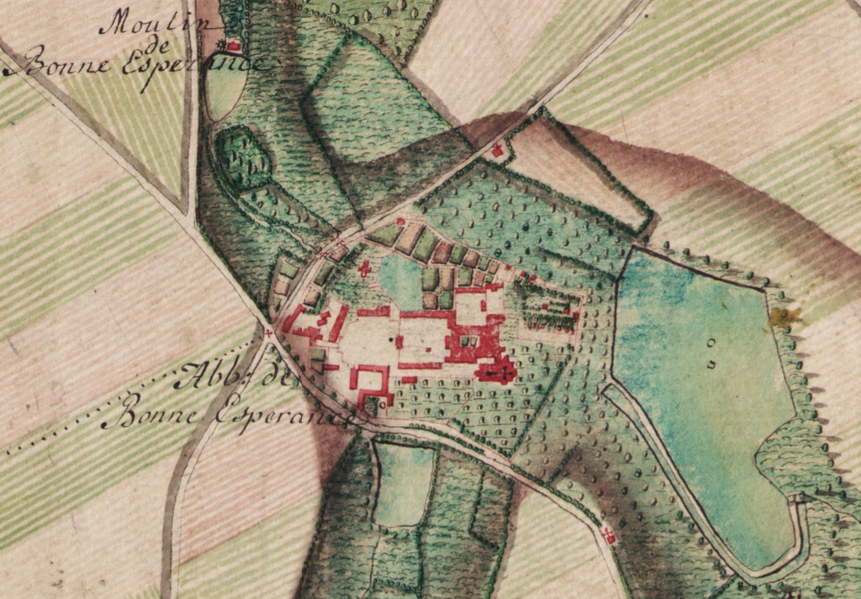
Bonne-Espérance en omstreken op de kaart van Joseph de Ferraris (1771-1778).

Tijdens de periode van de laatste abt, Bonaventure Daublain, werd de abdij in 1792 bezet en geplunderd door het Franse leger en vluchtten de norbertijnen. Dit gebeurde in het kader van de Slag bij Jemappes tussen Franse en Oostenrijkse troepen. De abdij had toen 67 volgelingen. De Oostenrijkse Nederlanden verkregen daarna weer tijdelijk de controle in het gebied en de monniken keerden terug. Op 13 mei 1794 werd de abdij weer door Franse troepen belegerd. Tijdens de Franse Republiek werd het hen niet toegestaan aldaar in gemeenschap samen te leven, en ook niet na 1815 onder koning Willem I van de Nederlanden. 
Op 6 maart 1797 werden de laatste religieuzen definitief door de Fransen uit Bonne-Espérance verdreven. De gebouwen werden verkocht maar in het geheim weer teruggekocht door de gemeenschap via een boer in Basse-Cour. De problemen om het monastieke leven weer op te pakken waren echter zo groot dat de laatste kanunniken besloten om op 29 december 1821 de abdij te schenken aan het bisdom Doornik. In mei 1830 werd er een seminarie geopend. Er was nog wel een clausule in het contract opgenomen tussen het bisdom van Doornik en de kloostergemeenschap: een her-ingebruikname van het klooster was mogelijk in het geval de gemeenschap herboren zou worden voor de dood van de laatste kanunnik. Op 19 juni 1856, na de dood van de laatste kanunnik, André-Joseph Dailly, werd het bisschoppelijk seminarie van Doornik eindelijk eigenaar van de abdijgebouwen.

### Tegenwoordig
Bonne-Espérance is de enige abdij in de provincie Henegouwen waarvan de gebouwen de verwoestingen van de Franse Revolutie hebben overleefd. Ze zijn geplaatst op de lijst Patrimoine immobilier exceptionnel de la Région wallonne, en bieden onderdak aan een middelbare school, het collège Notre-Dame de Bonne-Espérance.

## Kloosterkerk

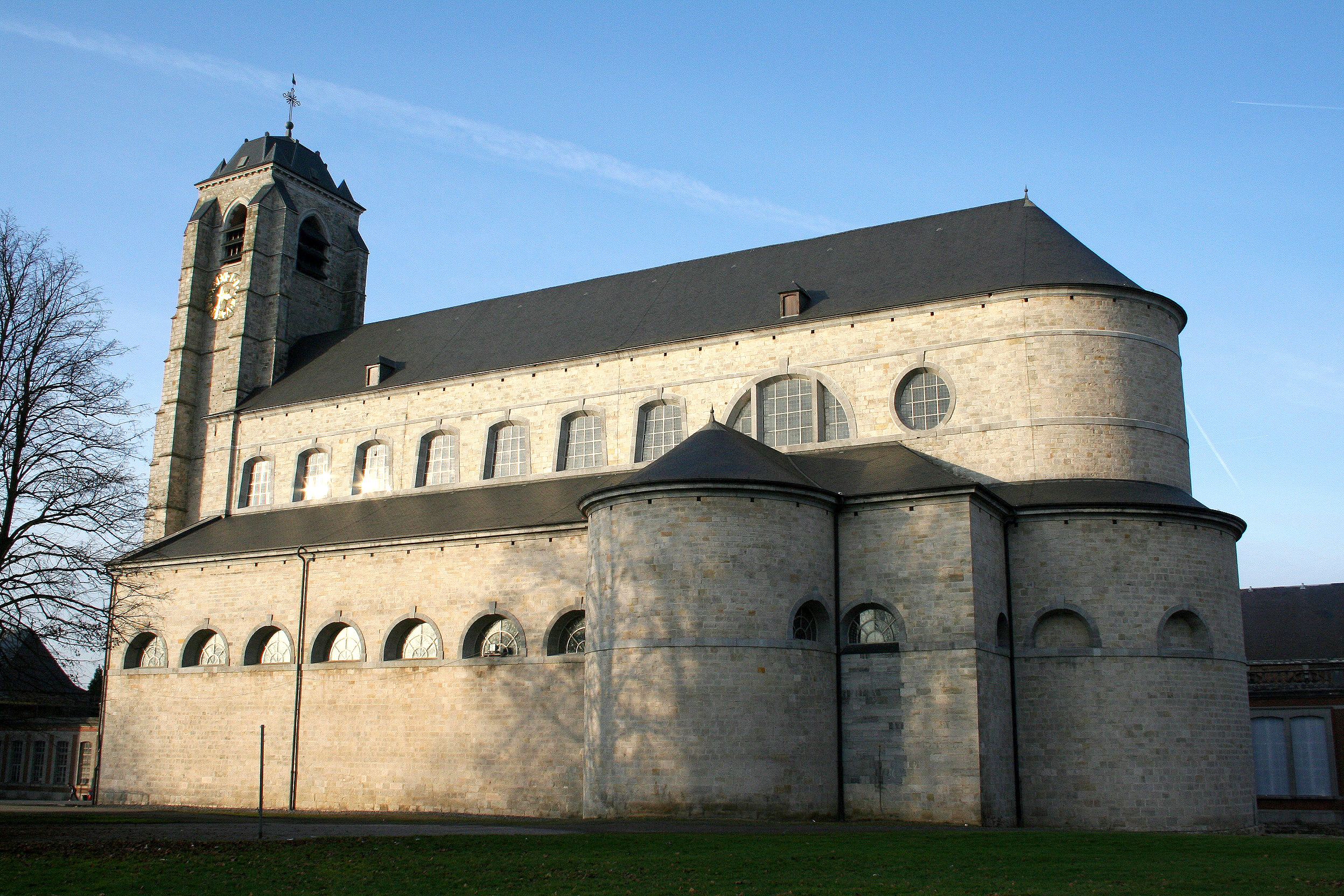
Voormalige abdijkerk

De kerk heeft nog altijd een norbertijns uiterlijk. In 1616 of 1617 werden de overblijfselen van de heilige Frederik van Hallum erheen gebracht vanuit de Norbertijnerabdij Mariëngaarde in Nederland om ze te redden van de calvinisten. De relieken werden tijdens de Franse Revolutie in Vellereille verborgen. In 1938 werden ze verplaatst naar de Onze-Lieve-Vrouweabdij van Leffe bij Dinant.
De standbeelden van Sint-Norbert, Sint-Frederik en twee norbertijnen van het bisdom Ratzeburg in Noord-Duitsland, de heiligen Evermode en Isfried, staan nog altijd in de kerk. Het standbeeld van Onze Vrouwe van Bonne-Esperance werd tijdens de revolutie verborgen. Na het sluiten van de vrede werd het naar de kerk van Vellereille gebracht waar een lid van de Orde priester was. In 1833 werd het teruggebracht naar de abdijkerk, de tegenwoordige seminariekerk.

## Architectuur

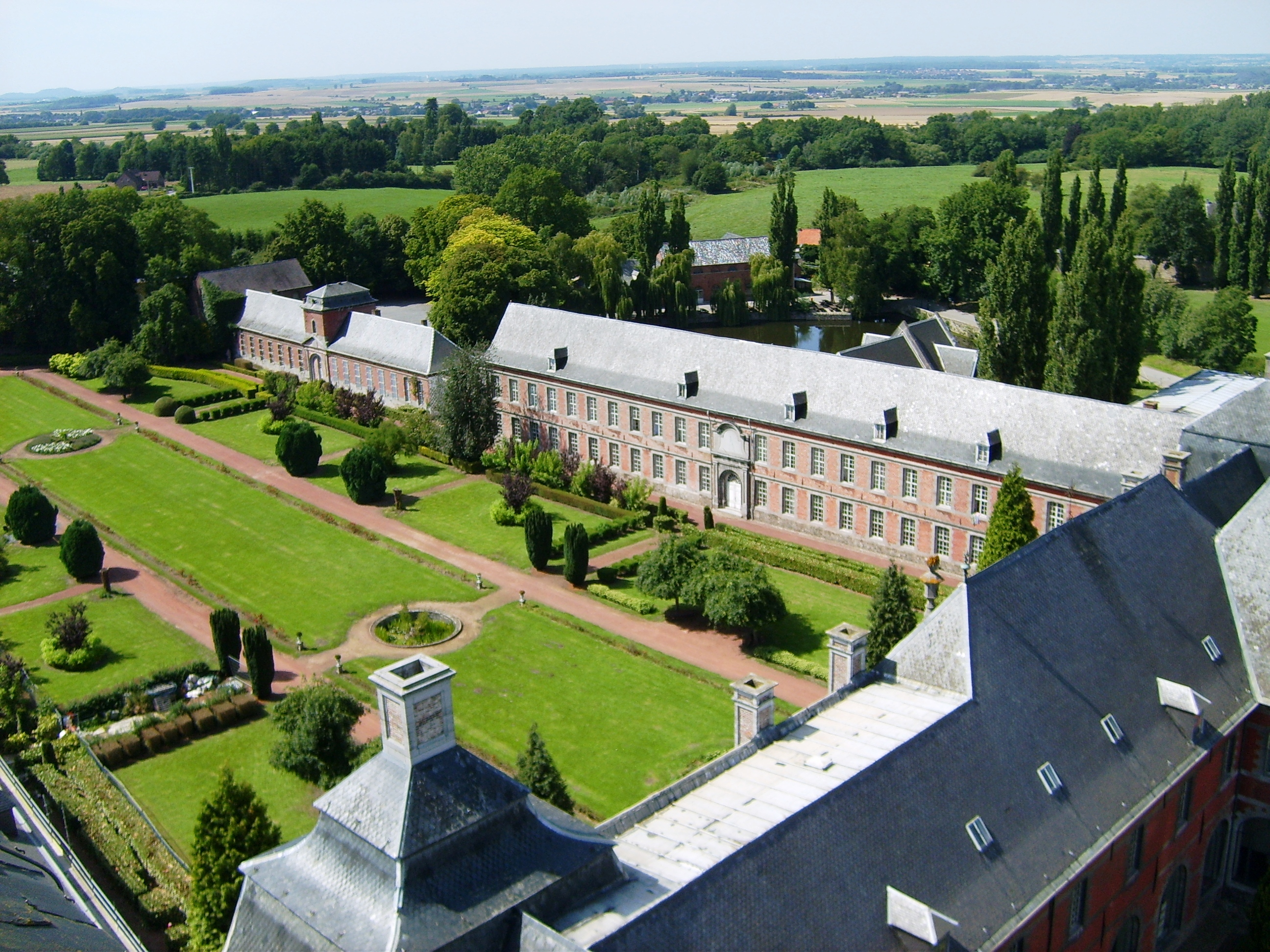
Botanische tuin en gebouwen, van boven gezien

Van de gebouwen met de vroegste romaanse bouwstijl is niets overgebleven. De abdij was aan het eind van de 13e eeuw 102 meter lang en het transept 52 meter. Het koor had een kooromgang met vijf straalkapellen. De plattegrond van deze abdij herinnerde aan die van Reims. Men kon er bidden bij een standbeeld van de Madonna met kind, daterend uit de 14e eeuw. Ook ontving de abt Pierre du Fossé († 1473) een geschenk van Lodewijk XI van Frankrijk, als erkenning voor een belofte van de prins aan Onze Lieve Vrouwe van Bonne-Esperance, die hem voor een groot gevaar had behoed. Een aantal gedeelten in gotische stijl bestaat nog, zoals het klooster, de kapittelzaal, de keuken, de toren van de basiliek. Het grootste deel van de abdij dateert uit de 18e eeuw en is in neoklassieke stijl uitgevoerd. Daarna zijn er in de 19e en 20e eeuw nog aanbouwen gerealiseerd.
In de jaren 1990 zijn voor de restauratie van de kloosterkerk subsidies ontvangen. Deze waren voor 95 % afkomstig van de regio Wallonië in het kader van behoud van het cultureel erfgoed; 5 % werd bijeengebracht door de stichting "vrienden van de abdij" en door de gemeente Estinnes. Restauratie van de gebouwen die de tuinen omsluiten begonnen in 2005, met ondersteuning van dezelfde categorieën geldgevers.

## Plattegrond

Plattegrond van de kloostergebouwen en recentere aanbouw, anno 2017. Inkleuring geeft de eeuw van bouw weer:

| lichtgeel: 13e eeuw; geel: 15e eeuw; donkergeel: 16e eeuw; | lichtblauw: 18e eeuw; blauw: 19e eeuw; donkerblauw: 20e eeuw. |

|     | Oorspronkelijk gebruik        | Huidige functie                                    | Bouwjaar                                                                    |
| 1   | Klooster                      | Klooster                                           | 1286 ; aanpassingen in 16e eeuw                                             |
| 2   | Kapittelzaal                  | Studiezaal                                         | 13e eeuw ; latere aanpassingen                                              |
| 3   | Klokkentoren (gotisch)        | Klokkentoren (gotisch)                             | 15e eeuw ; deels met materialen van de oude abdij (13e eeuw).               |
| 4   | Keuken                        | Eetzaal                                            | 16e eeuw                                                                    |
| 5   | Bibliotheek                   | Conferentiezaal                                    | 1714-1720 ; met een muur van de oude abdij (13e eeuw).                      |
| 6   | Gastenverblijf                | Klaslokalen, bureaus                               | 1738-1741                                                                   |
| 7   | Verblijf van de abt           | Bureaus                                            | 1752-1772                                                                   |
| 8   | Wachtkamer                    | Eetzaal                                            | 18e eeuw                                                                    |
| 9   | Eetzaal voor de kanunniken    | Eetzaal                                            | 1738                                                                        |
| 10  | Ateliers                      | Basisschoolgedeelte                                | 1752-1772                                                                   |
| 11  | Bierbrouwerij en bakkerij     | Middelbareschoolgedeelte                           | 1760                                                                        |
| 12  |                               | Basisschoolgedeelte                                | 18e eeuw                                                                    |
| 13  | Basse-Cour                    | Privé-woningen                                     | 1765-1769                                                                   |
| 14  | Sacristie                     | Sacristie                                          | 1776                                                                        |
| 15  | Basiliek                      | Basiliek (titel toegekend in 1957)                 | 1770-1776                                                                   |
| 16  | Ziekenzaal                    | Maison diocésaine Voorheen: verblijf verpleegsters | 1789 ; kapel gereed in 1791                                                 |
| A   | Studieruimte, feestzaal       | Speelzaal                                          | 1858                                                                        |
| B   | Nieuwe ziekenzaal             | Maison diocésaine                                  | 1870 ; aanbouw douches begin 20e eeuw                                       |
| C   | Studiezaal                    | Sportruimte                                        | 1933                                                                        |
| D   | Teken- en studiezaal          | Mediatheek                                         | 1935                                                                        |
| E   | Overdekte passage             | Overdekte passage                                  | 1935 ; het voorportaal ernaast dat op de botanische tuin uitkomt, 17e eeuw. |
| F   | Klaslokalen                   | Klaslokalen                                        | 20e eeuw                                                                    |
| G   | Gymnastiekzaal                | Gymnastiekzaal                                     | 20e eeuw                                                                    |
| H   | Kapel genaamd des Philosophes | Kapel genaamd des Philosophes                      | 1931                                                                        |
| I   | Internaat                     | Internaat                                          | 1959                                                                        |
| J   | Werkruimtes, keukens          | Werkruimtes, keukens                               | 20e eeuw                                                                    |
| K   | Zwembad                       | Zwembad                                            | 1969                                                                        |
| L   | Binnentuin                    | Binnentuin                                         |                                                                             |
| M   | Voorplein en -tuin            | Botanische tuin                                    | Voorplein geheel gewijzigd in een botanische tuin, eind 19e eeuw.           |
| N-O | Vijvers                       | Vijvers                                            |                                                                             |